# Henry Thynne, 6. Marquess of Bath

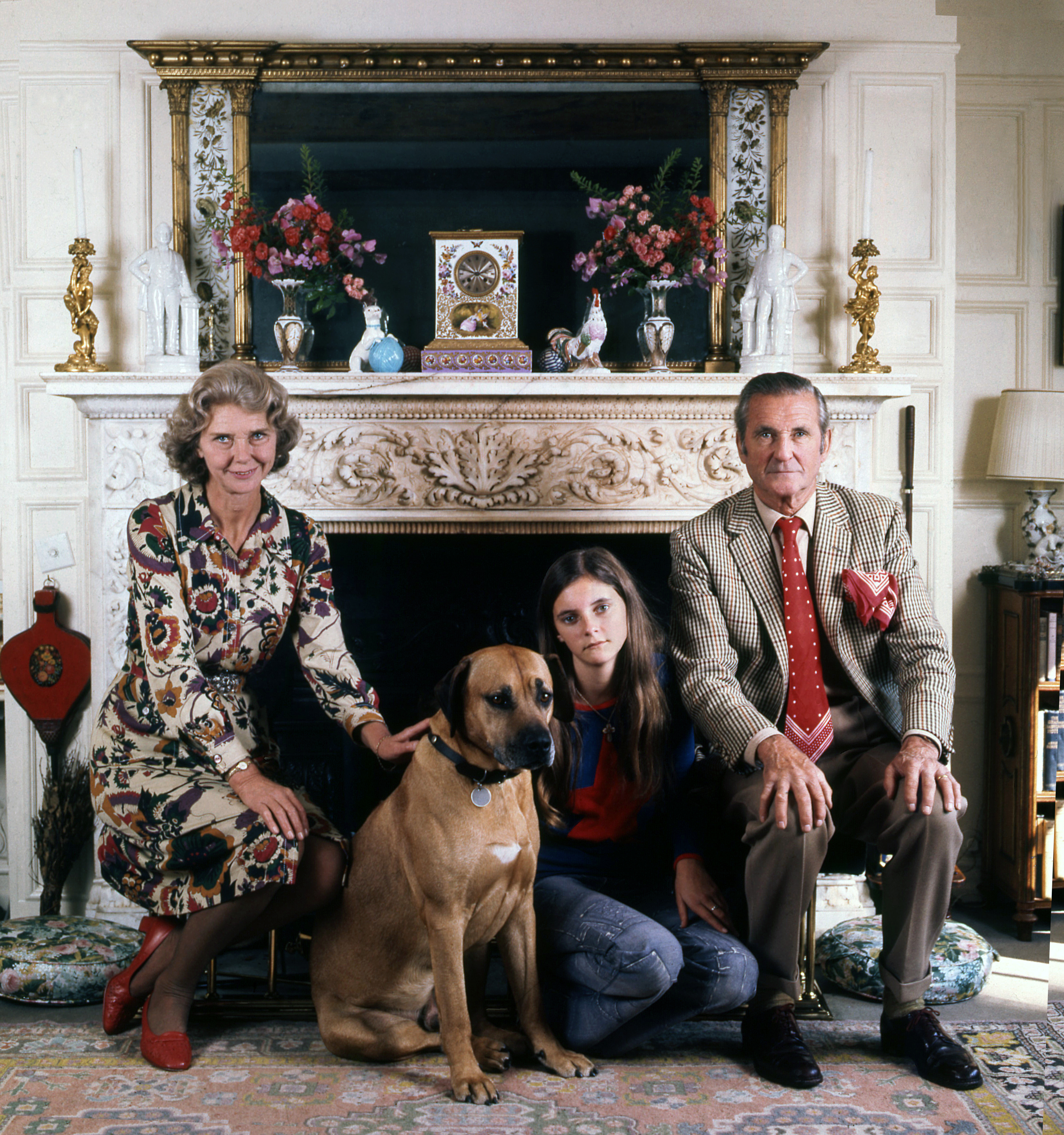
Henry Thynne, 6. Marquess of Bath mit seiner zweiten Frau Virginia und seiner Tochter Sylvia. Fotografie von 1973

Henry Frederick Thynne, 6. Marquess of Bath (* 26. Januar 1905 in Longleat; † 30. Juni 1992 in Crockerton, Wiltshire) war ein britischer Adliger, Politiker und Geschäftsmann.

## Herkunft, Jugend und erste Heirat
Henry Frederick Thynne war der zweite Sohn und das jüngste von fünf Kindern von Thomas Thynne, 5. Marquess of Bath und von Violet Mordaunt, einer Tochter von Sir Charles Mordaunt, 10. Baronet und Harriet Moncreiffe. Er wuchs vornehmlich in der prächtigen Atmosphäre von Longleat House auf, wo sein Vater selbst nach dem Ersten Weltkrieg noch 20 Hausdiener beschäftigte. Nach dem Tod seines älteren Bruders John Alexander, der 1916 an der Westfront gefallen war, wurde Henry der Erbe des gewaltigen Besitzes und führte den Höflichkeitstitel Viscount Weymouth. Er besuchte die Harrow School und studierte anschließend am Christ Church College in Oxford Landwirtschaft. In Oxford freundete er sich mit Brian Howard an, über den er Daphne Vivian, die einzige Tochter von George Vivian, 4. Baron Vivian und dessen erster Frau Barbara Fanning kennenlernte. In London gehörte er der Gruppe der Bright Young Things an, die in den 1920er Jahren ein bohemehaftes Leben führte, und gegen den Willen seines Vaters heiratete er Daphne Vivian als Frederick Thynne heimlich und ohne großes Zeremoniell standesamtlich am 8. Oktober 1926 in London. Anschließend reiste er mit seinem Schwager Lord Nunburnholme nach Amerika, wo er auf einer Ranch in Texas arbeitete und weiter nach Mittel- und Südamerika reiste. Im Mai 1927 kehrte er nach Großbritannien zurück und gab seine Heirat bekannt. Am 27. Oktober 1927 erfolgte die kirchliche Trauung in St Martin-in-the-Fields in London.

## Landleben und Zweiter Weltkrieg
1928 übernahm er die Verwaltung der Güter seines Vaters. Um die Verwaltung zu modernisieren, entließ er überflüssiges Personal und intensivierte die Forstwirtschaft. Dazu erkannte er das touristische Potential der Cheddar Gorge, wo er durch die Landschaftsarchitekten Geoffrey Jellicoe und Russell Page ein Restaurant und ein Museum errichten ließ. Anstelle in Longleat, wo noch sein alter Vater lebte, wohnte er mit seiner Frau in einem bescheideneren Haus auf dem Anwesen, wo er u. a. Cecil Beaton und Robert Byron empfing. Auf Drängen seines Vaters kandidierte er 1931 bei den Unterhauswahlen als Kandidat der Tories erfolgreich für Frome und blieb bis 1935 Abgeordneter im House of Commons, danach widmete er sich wieder dem Landleben und der Verwaltung der Güter.
Der Zweite Weltkrieg unterbrach sein Landleben. Er trat der Royal Wiltshire Yeomanry bei und wurde in der Schlacht von El Alamein verwundet. Zurück in Großbritannien, wurde er Verbindungsoffizier zum 19. US-Korps, das bei Longleat stationiert war. Er nahm mit diesem an der Invasion in der Normandie teil und wurde dafür mit dem Bronze und Silver Star ausgezeichnet, ehe er im Rang eines Majors aus der Armee ausschied.

## Übernahme von Longleat
Als nach dem Zweiten Weltkrieg sein Vater am 9. Juni 1946 starb, musste Thynne, der nun als Marquess of Bath Lord Bath genannt wurde, horrende Erbschaftssteuern in Höhe von £ 700.000 bezahlen. Hierfür musste er fast 22 km² des über 64 km² großen Grundbesitzes verkaufen. Neben den drückenden Erbschaftssteuern übernahm er das gewaltige Herrenhaus von Longleat, dessen Unterhalt allein jährlich etwa £ 30.000 kostete. Nach dem Krieg war eine ausgelagerte Mädchenschule in dem Herrenhaus untergebracht. Bath dachte zunächst, es in ein Luxushotel umzuwandeln, doch dann entschloss er sich, angeregt durch seinen Erfolg in der Cheddar Gorge, es gegen Entgelt zur Besichtigung zu öffnen. Abgesehen von Warwick Castle gab es kein Beispiel, ein stately home, ein herrschaftliches Anwesen als Touristenattraktion zu betreiben, und in der entbehrungsreichen Nachkriegszeit war das Unternehmen auch ein wirtschaftliches Risiko. Bath legte asphaltierte Straßen an, damit die von ihm erwarteten Besucherströme anreisen konnten, eröffnete im Erdgeschoss ein Café und warb öffentlichkeitswirksam für seine Attraktion, die er am 1. April 1949 erstmals öffnete. Zum Erstaunen aller kamen im ersten Jahr bereits 135.000 Besucher, und Longleat diente fortan als Beispiel einer neuen Tourismussparte. Bath nutzte bald das gesamte Anwesen kommerziell und beauftragte erneut Russell Page, dieses Mal, um die Gärten von Longleat für die Besucher umzugestalten. Daneben baute er die Forstwirtschaft in seinen Ländereien weiter aus.
Durch den Krieg und die damit erzwungene Trennung war es in der Ehe von Bath und seiner Frau zu Spannungen gekommen, die schließlich zur Scheidung der Ehe im Mai 1953 führten. Sowohl Thynne wie auch seine Exfrau Daphne heirateten fast sofort danach erneut. Während Daphne den Schriftsteller Xan Fielding heiratete, heiratete Bath am 15. Juli 1953 Virginia Tennant, die frühere Frau von David Tennant und Tochter von Alan Leonard Romaine Parsons und Viola Tree. Seine Exfrau veröffentlichte in ihren Memoiren 1954 das Geheimnis ihrer heimlichen standesamtlichen Hochzeit, die bislang noch nicht aufgehoben worden war. Bath musste sich an den High Court wenden, damit seine erste Ehe 1955 auch standesamtlich aufgehoben wurde.

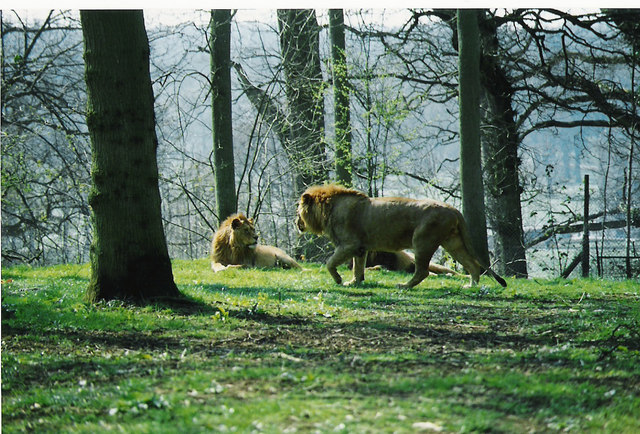
Löwen im Park von Longleat

Als auch weitere stately homes zur Besichtigung freigegeben wurden, investierte Bath weiter in Longleat, um sein Anwesen wettbewerbsfähig zu machen. Ab Anfang 1953 vermietete er Tretboote auf dem See im Park, 1960 folgte ein Gartenfachgeschäft, und bald beschäftigte er einen Fachmann für Öffentlichkeitsarbeit, um die hohen Besucherzahlen zu halten. Bath war entschlossen, Longleat ohne staatliche Zuschüsse, die er als schändlich betrachtete, zu betreiben. 1964 machte ihm der Zirkusartist Jimmy Chipperfield den Vorschlag, im Park von Longleat Löwen zu halten, und April 1966 eröffnete Bath den ersten Safaripark Europas, was erneut eine Sensation war. Die Presse hielt die Idee, die Löwen frei herumlaufen zu lassen, während die Besucher in ihren Autos durch den Park fuhren, für lebensgefährlich und betitelte Bath als Mad Marquess. Der Erfolg gab Bath wieder einmal recht. Die Besucherzahl für das Herrenhaus kletterte, zusätzlich angezogen durch eine Churchill-Memorabilensammlung, auf 300.000, während den Safaripark im ersten Jahr 100.000 Menschen besuchten. Bath baute die Attraktionen auch in den nächsten Jahren weiter aus. Er stellte Wachsfiguren in der Küche auf und bot Longleat dem Fernsehen als Drehort an.

## Rückzug in Privatleben
Widerwillig übergab Bath schließlich den Betrieb des Großteils des Anwesens an seinen ältesten Sohn Alexander, Viscount Weymouth, der bereits ab seit 1958 Miteigentümer war, um die Erbschaftssteuern möglichst gering zu halten. Als alter Mann zog sich Bath aus dem Rampenlicht der Öffentlichkeit zurück und widmete sich seinen privaten Sammlungen, zu denen neben Erinnerungsstücke an Churchill auch solche an Hitler, Eduard VIII., Margaret Thatcher sowie Kinderbücher gehörten. Als er bei einer Auktion 1960 zwei von Hitler gemalte Aquarelle erwarb, erntete er viel Kritik, die zunahm, als er zugab, Hitler zu bewundern und die weltweit größte Sammlung von Gemälden Hitlers zu besitzen. Sein Sohn Alexander bezeichnete ihn nach seinem Tod als Faschisten. Durch Einnahmen aus seinen Büchern tilgte er 1979 seine letzten Schulden, und durch von seinem Sohn durchgeführte Landverkäufe baute er ein Vermögen auf. Bei seinem Tod betrug der Wert seiner Besitzungen über £ 44 Mio.
Seine Asche wurde in der Familiengruft von Longbridge Deverill beigesetzt.

## Nachkommen
Mit seiner ersten Frau Daphne Vivian hatte Bath fünf Kinder:
- Timothy Thynne (1929–1930)
- Alexander George Thynn, 7. Marquess of Bath (1932–2020)
- Lord Christopher John Thynne (1934–2017) ⚭ Antonia Mary Palmer
- Lord Valentine Charles Thynne (1937–1979), ⚭ (1) Veronica Ann Jacks, ⚭ (2) Suzanne Caroline Moore, ⚭ (3) Liese Maria Weschke
- Lady Caroline Jane Thynne (1928–1995) ⚭ David Somerset, 11. Duke of Beaufort

Aus seiner zweiten Ehe mit Virginia Tennant hatte er eine Tochter:
- Lady Silvy Cerne Thynne (* 1958) ⚭ Iain McQuiston

Seine Titel erbte sein ältester überlebender Sohn Alexander Thynne.

## Werke
- Henry Thynne; Marquess of Bath; Jimmy Chipperfield; Nicholas Flower: The lions of Longleat. Cassell, London 1969.